# توماس هوارد (لاعب كريكت)
توماس هوارد (2 مايو 1877 بسيدني في أستراليا - 6 أكتوبر 1965) (بالإنجليزية: Thomas Howard)‏ هو لاعب كريكت أسترالي.

## وصلات خارجية
- توماس هوارد على موقع إي آس بي آن كريك إنفو (الإنجليزية)